# Peribsen
Peribsen (mer korrekt Set-Peribsen) var en farao under Egyptens andra dynasti som härskade omkring 2760 f. Kr. i 11–20 år. Peribsens val av att ersätta guden Horus med Set var ovanligt för tiden och orsakade debatter bland de styrande i flera generationer och den fortsätter till denna dag bland egyptologer. I hans grav vid Peqer hittades ett sigillavtryck med den första kompletta meningen skriven med hieroglyfer.

## Namn och identitet
Peribsens namn och identitet diskuteras flitigt bland egyptologer och det finns flera teorier. Det är osäkert om Peribsen efterträddes av Sekhemib eller om de var samma person som använde olika namn vilket skulle kunna förklara hans Set-namn. Peribsen gjorde anspråk att härska över hela Egypten, men det kan inte bekräftas. Han härskade troligen bara över Övre Egypten.

## Regeringstid
Äldre forskning inom egyptologi ansåg att Peribsen skapade en monoteistisk religion. Detta byggde till stor del på Peribsens förmodade hädelse när han bytte gud från Horus till Set. Vid denna tid var Palermostenen okänd och flera fynd av sigill sedan dess har hjälpt till att förkasta denna förklaring. Peribsens val av en ny gud kunde helt enkelt inte förklaras på något annat sätt vilket ledde till att under en lång tid ansågs Peribsen vara Akhenatons andliga föregångare.
Under mitten av andra dynastin drabbades Egypten av någon sorts kris, men den vållades inte av bytet av gudar, utan bytet var snarare avsett att motverka krisen. Ytterligare bevis att Peribsen inte ansågs som en kättare bestyrks av hans hedrades under fjärde dynastin. Dessutom skulle Khasekhemwy troligen inte låtit begrava sig i Peqer vid Abydos utan att först ha förstört Peribsens grav.
Efter Ninetjers död tros riket ha delats i två delar som styrdes av två olika kungar. Regentlistorna från Nya riket nämner Wadjnes och Senedj som efterträdare till Ninetjer, vilket betyder att de förmodligen fortfarande härskade över både Nedre och Övre Egypten. Delandet av riket kan därför tidigast inträffat tidigt under Senedjs regeringstid. Övre Egypten behärskades troligen av Peribsen och Sekhemib och Nedre Egypten av Neferkare I och Neferkasokar.

## Grav
Peribsen begravdes i grav P i Peqer vid Abydos. Hans grav är 16 m × 13 m och är enkelt inredd men betydligt annorlunda än de andra gravarna på nekropolen. Gravkammaren är byggd av tegel och fristående.

## Titulatur
1. ↑  Efter sigill inskriptioner, se Sigill 368
2. 1 2 3 4  Enligt Thomas Schneider: Lexikon der Pharaonen.
3. 1 2 3 4  Enligt Peter A. Clayton: Chronicles of the Pharaohs s. 26
4. ↑  Efter sigill inskriptioner, se Fig.1
5. ↑  Gerald P. Verbrugghe, John M. Wickersham: Berossos and Manetho, introduced and translated. s. 188.
6. ↑  Regerade enligt Africanus i 17 år.

| Företrädare Sekhemib | Kung av Egypten 2:a dynastin | Efterträdare Neferkare I |